# Distrito de East Khasi Hills
East Khasi Hills es un distrito de la India en el estado de Megalaya. Código ISO: IN.ML.EK.
Comprende una superficie de 2752 km².
El centro administrativo es la ciudad de Shillong.

## Demografía
Según censo 2011 contaba con una población total de 824059 habitantes, de los cuales 413699 eran mujeres y 410360 varones.